# Astro's Playroom
Astro's Playroom è un videogioco a piattaforme sviluppato dal Team Asobi di Japan Studio e pubblicato da Sony Interactive Entertainment come esclusiva per la console PlayStation 5. Il gioco è un sequel di Astro Bot Rescue Mission (2018) ed è pre-installato sulla console, come demo tecnica delle nuove funzionalità introdotte col controller DualSense. Annunciato nel giugno 2020, il gioco è uscito lo stesso giorno della console, il 12 novembre seguente.

## Trama
Di ritorno dalle sue avventure, il piccolo robot Astro esplora il magico mondo che si nasconde nelle parti che compongo la PlayStation 5, come la memory card, La SSD, La Ventola di raffreddamento e la Gpu scoprendone i segreti e collezionando gli artefatti che celebrano la storia di questa console e di quelle a essa precedenti e collezionando pezzi di puzzle per creare un murales che racconta in modo fantasioso la storia della playstation

## Modalità di gioco
Il giocatore controlla Astro Bot utilizzando il controller DualSense, mediante il quale potrà farlo saltare e galleggiare in aria per mezzo di un jetpack; Astro può inoltre tirare pugni contro i nemici, premere pulsanti e interruttori ed eseguire altri movimenti. Il feedback aptico del controller reagisce alle azioni e all'ambiente di gioco, dando al giocatore diverse sensazioni tattili quando si cammina su vari tipi di pavimento o si passa sotto una cascata. Il mondo di gioco è suddiviso in quattro mondi raggiungibili da un hub centrale (Piazza della CPU), ciascuno dedicato a una diversa componente della CPU; dalla Piazza è possibile raggiungere due aree più piccole: Corse a Tempo, dove il giocatore può dedicarsi a delle speedrun, e PlayStation Lab, dove può visionare i vari oggetti raccolti nel corso delle missioni.
Ciascuno dei quattro mondi è suddiviso in quattro livelli, collegati tra loro senza soluzione di continuità. Due livelli sono normali platform, mentre i restanti due possono essere superati utilizzando dei superpoteri studiati per sfruttare al massimo le capacità del DualSense. Ad esempio, Astro potrà adoperare un deltaplano manovrabile grazie al giroscopio del controller, oppure trasformarsi in una scimmia che si arrampica mediante la pressione dei grilletti L2 e R2, che offriranno una maggior resistenza grazie al feedback adattivo, dando al giocatore la sensazione di una vera scalata. Si potrà inoltre far girare un'elica soffiando nel microfono del controller, o trasformare Astro in una pallina da flipper i cui movimenti saranno controllati passando il dito sul touchpad del controller.
Durante il gioco, Astro raccoglierà diversi tipi di oggetti: principalmente le monete, che potranno essere adoperati in una gatcha machine nel PlayStation Lab per ottenere dei premi. Ci sono poi i pezzi dei puzzle appesi alle pareti del Lab; infine, ci sono gli artefatti, ossia render 3D di oggetti collegati alla storia della PlayStation: le console di vecchia generazione, i loro controller o gli accessori a esse collegati. Anche questi oggetti saranno conservati nel Lab, e Astro potrà interagire con essi saltandoci sopra o prendendoli a pugni. Mentre avanza nei livelli, Astro incontrerà i suoi amici robot impegnati in varie attività, tra le quali l'imitazione di scene iconiche di vari videogiochi, tra cui God of War, Resident Evil e Tomb Raider.
Se il giocatore completa tutti e quattro i mondi, potrà sbloccarne uno segreto, che lo riporta all'anno 1994: qui avrà luogo una boss fight contro il T-Rex protagonista della prima demo tecnica della prima PlayStation, al termine della quale comparirà una versione robotica del Dinosauro che si rivelerà un vero e proprio boss, dopo che esso verrà sconfitto il gioco finirà e al giocatore sarà consegnato l'artefatto della PlayStation 5.

## Sviluppo
Nel 2018, all'inizio della produzione Astro's Playroom non era che una serie di circa 80 demo tecniche per le funzionalità avanzate del controller DualSense; in seguito si decise che sarebbe stato tra i titoli di lancio della PlayStation 5. A quel punto fu deciso che il gioco sarebbe stato inoltre una grande celebrazione del marchio PlayStation, delle sue esclusive e dei videogiochi che ne hanno fatto la storia; per le numerose Easter eggs presenti nel gioco, gli sviluppatori hanno consultato i direttori dei giochi originali (come Katsuhiro Harada della serie Tekken) e chiesto licenza a terze parti come Bandai Namco, Capcom, Square Enix, Konami, Activision e altre.

## Accoglienza
Astro's Playroom ha ottenuto recensioni generalmente positive: sull'aggregatore di recensioni Metacritic ha un punteggio di 83/100.
I recensori hanno accolto favorevolmente la varietà del gameplay, il game design divertente e spensierato, gli omaggi alla storia del brand PlayStation e l'utilizzo massiccio delle capacità avanzate del DualSense: il gioco è pertanto stato definito uno dei migliori giochi di lancio della storia, nonché una gustosa anteprima delle possibilità offerte dalla PlayStation 5. 
Tra le critiche negative, è stato segnalato che il gioco sembra essere più che altro una gigantesca demo tecnica, più che un vero e proprio videogame.
Durante la 24ª edizione dei D.I.C.E. Awards, l'Academy of Interactive Arts & Sciences ha candidato Astro's Playroom per il gioco per famiglie dell’anno.

## Sequel
Un sequel, intitolato Astro Bot e annunciato il 31 maggio 2024, è stato reso disponibile per PlayStation 5 il 6 settembre 2024. esso successivamente sarebbe stato decretato il Game Of The Year 2024